# Poznań Open 2012
Il Poznań Open 2012 è stato un torneo professionistico di tennis giocato sulla terra rossa. È stata la 9ª edizione del torneo che fa parte dell'ATP Challenger Tour nell'ambito dell'ATP Challenger Tour 2012. Si è giocato al Park Tenisowy Olimpia di Poznań in Polonia dal 14 al 22 luglio 2012.

## Partecipanti

### Teste di serie
| Nazionalità | Giocatore                   | Ranking* | Testa di serie |
| ----------- | --------------------------- | -------- | -------------- |
| Polonia     | Jerzy Janowicz              | 109      | 1              |
| Francia     | Éric Prodon                 | 121      | 2              |
| Spagna      | Íñigo Cervantes             | 133      | 3              |
| Francia     | Guillaume Rufin             | 142      | 4              |
| Francia     | Jonathan Dasnières de Veigy | 152      | 5              |
| Argentina   | Martín Alund                | 153      | 6              |
| Austria     | Andreas Haider-Maurer       | 159      | 7              |
| Spagna      | Arnau Brugués-Davi          | 171      | 8              |

- Ranking al 9 luglio 2012.

### Altri partecipanti
Giocatori che hanno ricevuto una wild card:
- Piotr Gadomski
- Andriej Kapaś
- Michał Przysiężny
- Maciej Smoła

Giocatori passati dalle qualificazioni:
- Marcin Gawron
- Grzegorz Panfil
- Patrik Rosenholm
- Michael Ryderstedt

## Campioni

### Singolare
Jerzy Janowicz ha battuto in finale  Jonathan Dasnières de Veigy con il punteggio di 6–3, 6–3

### Doppio
Rameez Junaid /  Simon Stadler hanno battuto in finale  Adam Hubble /  Nima Roshan con il punteggio di 6–3, 6–4